# Köröstarcsa
Köröstarcsa község Békés vármegye Békési járásában.

## Fekvése, földrajza
Békés vármegye középső-északi részén fekszik, Mezőberény északi szomszédságában, attól 7 kilométerre. További szomszédai: észak felől Körösladány, nyugat felől pedig Csárdaszállás. [Kelet felől Mezőberényhez tartozó, jobbára lakatlan külterületek határolják.]
Természetföldrajzi szempontból a Körös menti sík déli peremén, a Kettős-Körös bal partján, a Békési-hát szomszédságában fekszik. A Kettős-Körös hullámtere vadregényes, ligetes tájék, a bal partján a hullámtér helyenként 100 méteres, a töltés lábánál kubikgödrök sora húzódik. A Körös völgy csaknem egésze védett, akárcsak a közeli kunsági puszták túzoktelepei, vízi- és énekesmadarak fészkelő helyei. A településen kívül a töltések mellett Körös holtágak sorakoznak, mint a Paprév-zug, a Németjárói-holtág, az Erdő-zug, vagy a Harcsás-zug, melyek egy része vízinövénnyel lassan telítődött, benőtt, sekély vizű, vagy már kiszáradt. A köröstarcsai jegyző 1864-ben ezt írta: “Harcsás-zug arról nevezetes, hogy a harcsa halaknak e zug melletti körös kanyarulatba állandó tanyájuk volt, csupán harcsa halakat e helyen igen nagy mennyiségben lehetett kihalászni, - de a víz szabályozás által már ez is elenyészett.”

### Megközelítése
A településen nagyjából észak-déli irányban végighúzódik a 47-es főút, ezen érhető el Debrecen-Berettyóújfalu-Szeghalom és Szeged-Békéscsaba felől is. Gyomaendrőd térségével (Csárdaszállással) és a 46-os főúttal a 4233-as út kapcsolja össze.
Vasútvonal nem érinti, a legközelebbi vasútállomás Csárdaszálláson található, a Szajol–Lőkösháza-vasútvonal Csárdaszállás vasútállomása.

## Története
Egykori halászfalu. A község nevét 1221-ben említi először a Váradi regestrum, egy peres ügy kapcsán Terechaként. A per Calanda fia, Pál nevéhez fűződik. A „Köröstarcsa” elnevezés a Tarcsa személynévből ered, melyhez hozzájárult a Körös előtag.
Kőkorból származó régészeti leletek bizonyítják, hogy a település már régóta lakott hely.
1383-ban a települést 12 jobbágytelek formájában a vármegye legősibb és legtekintélyesebb családja, a Csolt nemzetségből származó Ábrahámfi család birtokolta. Az 1400-as években megyegyűlést is tartottak itt. 1500-ban egy Veér nevű földbirtokos udvarházat építtetett (a mai polgármesteri hivatal helyén), majd a község a török uralom alatt elpusztult, s csak 1700-ban épült újra. 1720-ban 44 család élt itt. 1728-ban a Köröstarcsa és Körösladány közti határvita perre ment, amiben egy bizonyos vén Márkus Ladány képviseletében hamis tanúságot tett, aminek következményeként a perben Ladány nyert. Az esetet Arany János az A hamis tanú című költeményében (1852) örökítette meg.
1851-ben a lakosság száma már 3446 fő volt, akik állattartásból, szőlő- és gyümölcstermesztésből illetve halászatból éltek. A tarcsaiak gúnyneve, a „halkörmölők” arra utal, hogy a falut a 19. század végéig jelentős helyi halászati központnak tartották. A 18–19. században többször pusztított a környéken és a településen is a kolera és a pestis. Az első híd 1880-ban épült; a jelenlegi hidat 1978-ban adták át. 1881. március 14-én Köröstarcsa háromnegyedét egy hatalmas árvíz elmosta. 1891-ben már 5385-en éltek a városban.

## Közélete

### Polgármesterei
| Polgármester | Polgármester        | Polgármester  |
| ------------ | ------------------- | ------------- |
| 1990–1994    | Széplaki Zoltán     | független     |
| 1994–1998    | Széplaki Zoltán     | független     |
| 1998–2002    | Széplaki Zoltán     | független     |
| 2002–2006    | Széplaki Zoltán     | független     |
| 2006–2010    | Nosza József        | független     |
| 2010–2014    | Smiri László Zoltán | Fidesz-Magosz |
| 2014–2019    | Lipcsei Zoltán      | független     |
| 2019–2024    | Lipcsei Zoltán      | független     |
| 2024–        | Lipcsei Zoltán      | független     |

A településen a 2010. október 3-án megtartott önkormányzati választás után, a polgármester-választás tekintetében nem lehetett eredményt hirdetni, az első helyen kialakult szavazategyenlőség miatt. Aznap a 2235 szavazásra jogosult lakos közül 1240 fő járult az urnákhoz, 38 fő közülük érvénytelen szavazatot adott le, az érvényes szavazatokból pedig egyformán 553-553 esett a három induló közül a két pártjelöltre, a szocialista Nagy Lászlóra és a Fideszes Smiri László Zoltánra (a korábbi polgármester nem indult a választáson). Az emiatt szükségessé váló időközi választást 2010. december 12-én tartották meg: ekkor több mint százzal magasabb volt az érvényesen leadott szavazatok száma, ez pedig a jobboldali jelöltnek kedvezett inkább.

## Népesség
A település népességének változása:
| Lakosok száma | 2640 | 2625 | 2316 | 2241 | 2210 | 2209 | 2175 |
|               | 2013 | 2014 | 2019 | 2021 | 2022 | 2023 | 2024 |

2001-ben a település lakosságának 99%-a magyar, 1%-a egyéb (főleg cigány, német és szlovák) nemzetiségűnek vallotta magát.
A 2011-es népszámlálás során a lakosok 84,6%-a magyarnak, 4,2% cigánynak, 0,3% németnek, 0,2% románnak, 0,3% szlováknak mondta magát (15,4% nem nyilatkozott; a kettős identitások miatt a végösszeg nagyobb lehet 100%-nál). A vallási megoszlás a következő volt: római katolikus 5,2%, református 34%, evangélikus 1,4%, felekezeten kívüli 36,3% (22,4% nem nyilatkozott).
2022-ben a lakosság 94,8%-a vallotta magát magyarnak, 2,7% cigánynak, 0,4% németnek, 0,2% szlováknak, 0,1% románnak, 1,1% egyéb, nem hazai nemzetiségűnek (5,2% nem nyilatkozott; a kettős identitások miatt a végösszeg nagyobb lehet 100%-nál). Vallásuk szerint 28% volt református, 3,3% római katolikus, 1,7% evangélikus, 0,1% ortodox, 0,1% görög katolikus, 0,5% egyéb keresztény, 1,2% egyéb katolikus, 32,8% felekezeten kívüli (32,4% nem válaszolt).

## Nevezetességei
A református templom 1794–96 között épült a kecskeméti Fischer Ágoston által, copf stílusban. Tűzfigyelő tornyát 1859-ben egy emelettel megtoldották és körfolyosóval látták el. A templomkertet 1894-ben kerítették körül. A kertben található I. és II. világháborús emlékművek, melyeket a köröstarcsai áldozatok emlékére emeltek, Istók János és Mladonyiczky Béla szobrászművészek alkotásai. Paprév-paperdei részen szentkép volt felállítva.
A községháza eklektikus jellegű épülete magánvilla volt, 1929-ben építtette a Petneházi család. A mögötte fekvő százéves kert – ma liget – a helyi fiatalság kedvelt nyári szórakozóhelye. Bejáratánál az 1997-ben felállított székely kapu Kovács András köröstarcsai származású fafaragóművész és fiai alkotása.
A régmúlt emlékeit a falu tájházában gyűjtötték össze, ahol állandó kiállítás keretében tekinthető meg a régi időkben használt tárgyak, eszközök.
1992 óta minden évben itt rendezik meg a Megyei Amatőr Művészeti Fesztivált, amelyen számos ismert előadó és híres együttes lépett már fel. A rendezvényen minden korosztály talál magának való programot.
A Kettős-Körös és holtágai, illetve a liget mellett nemrégiben kialakított horgásztó remek lehetőséget kínál a horgászat szerelmeseinek. A Körös partján szabadstrand és hajókikötő várja a pihenni vágókat; itt nemcsak fürdésre, hanem csónakázásra, vízibiciklizésre is lehetőség van.
A környéken különösen sok a fácán, az őz és a vadnyúl, így a község a vadászok körében is hamar ismertté vált.

## Híres emberek
- Itt születtek:
  - Veér Judit (†1707. február 14.), Teleki Mihály második felesége. A körös-tarcsai Veér (Weér) család több tagja is itt született, vagy élt hosszabb ideig.
  - Szabó Károly (1824. december 14. – 1890. augusztus 31.), történész, az Erdélyi Múzeum-Egyesület első könyvtárosa, akiről a helyi művelődési házat is elnevezték.
  - Gulyás György (1916. április 1. – 1993. november 11.), karnagy, főiskolai tanár, a 20. századi zenekultúra kiemelkedő alakja.
  - S. Nagy István (1934. január 20. – 2015. január 20.), EMeRTon-díjas dalszövegíró. Felesége Csongrádi Kata, színésznő.
  - Bartalus Ilona, (1940. szeptember 11. – 2021. április 10.), magyar zenepedagógus, karvezető, a Duna Televízió egykori főszerkesztője és zenei vezetője
  - Paczuk Gabi (1976. március 17. –) magyar színésznő

### Díszpolgárok
- Bartalus Ilona zenepedagógus (2000)
- Arany Gusztáv lelkész, aki egy pályázat alapján megnyerte a Köröstarcsai Általános Iskola megépítésének lehetőségét; 2010-ben az iskolát is róla nevezték el.
- S. Nagy István dalszövegíró (2014)

## Képgaléria

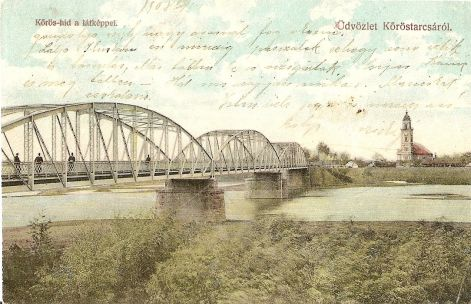
Képes levelezőlap 1908‑ból a régi vashíddal
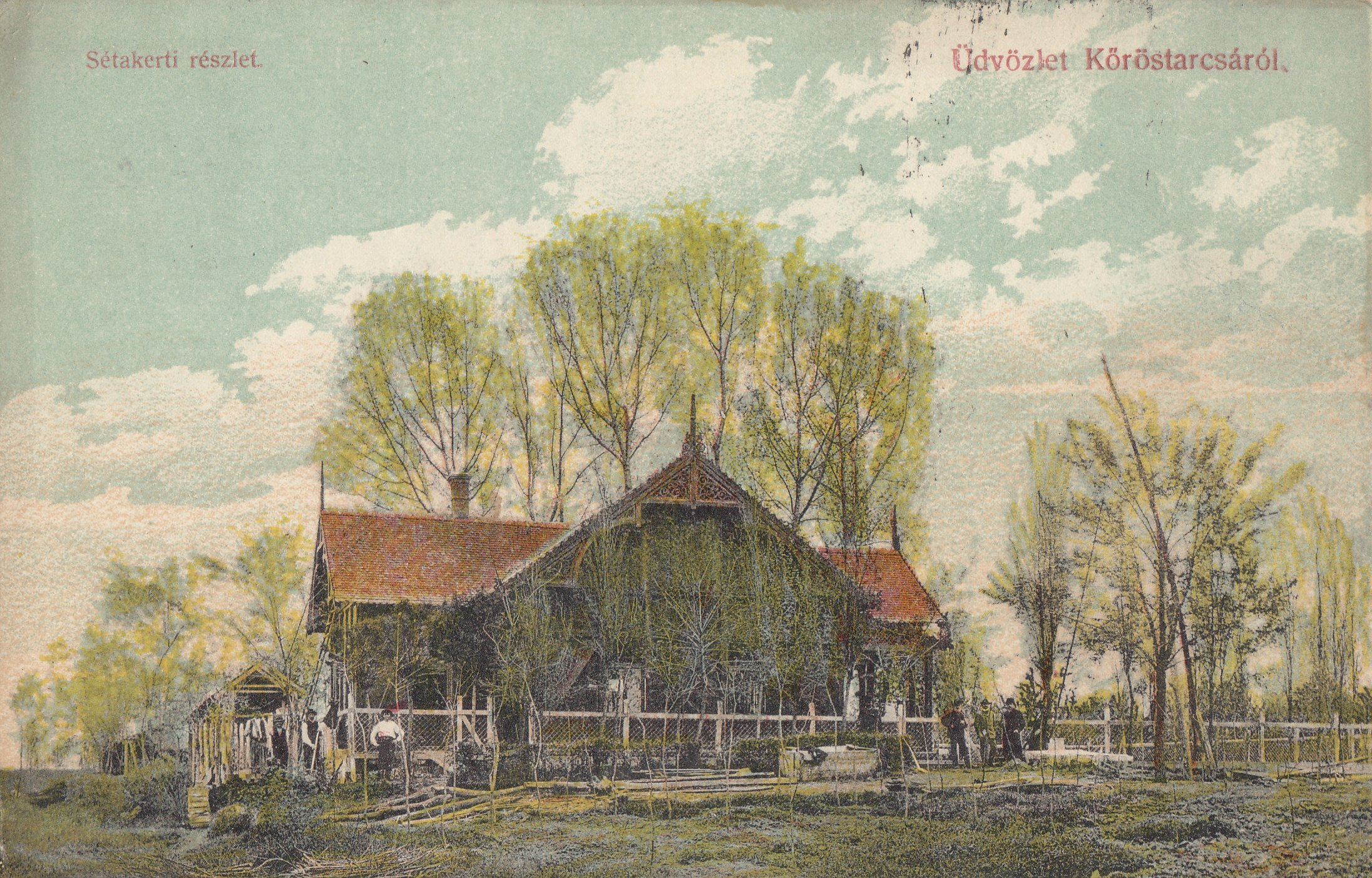
Képes levelezőlap a köröstarcsai sétakerttel